# Fryderyk z Utrechtu

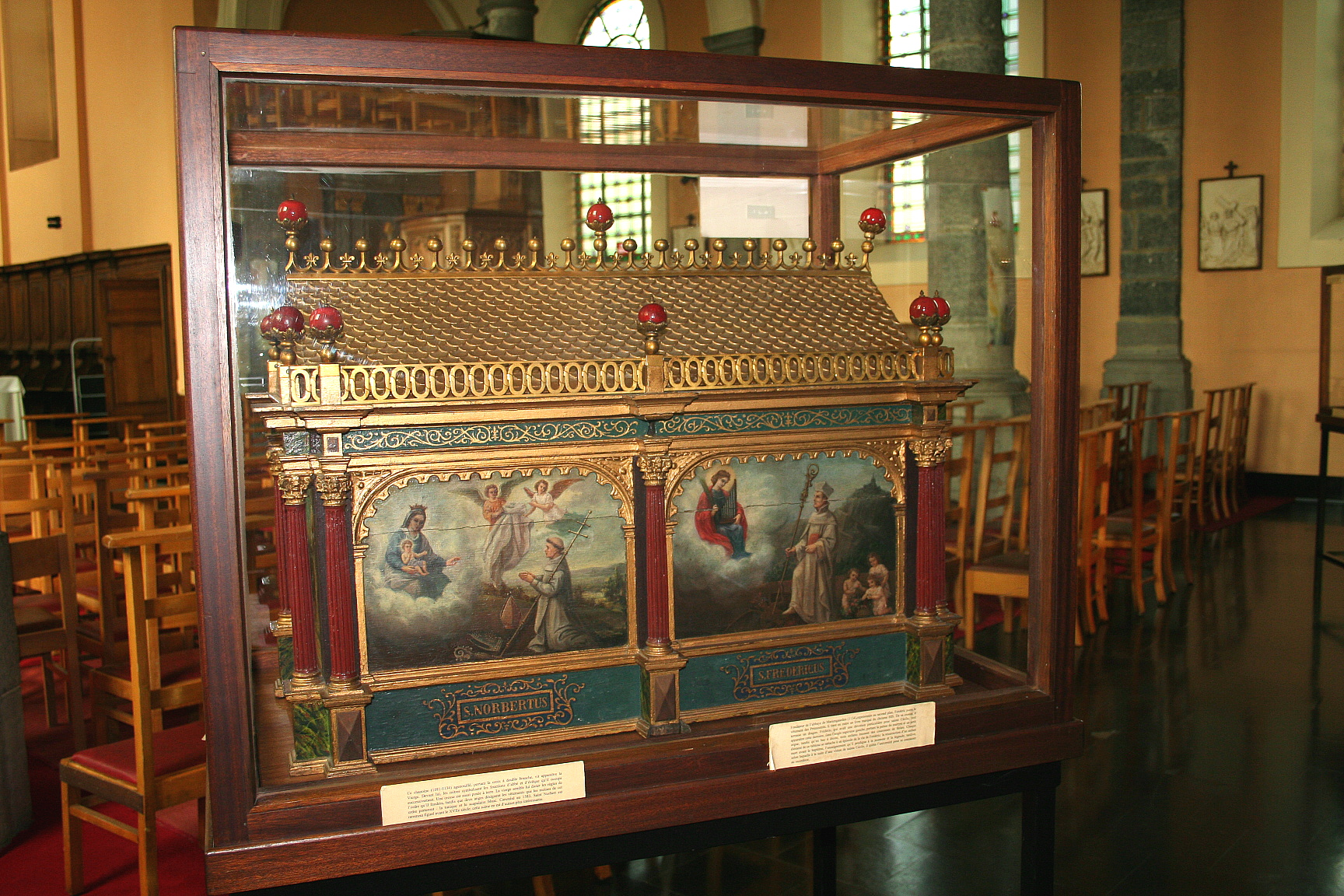
Relikwiarz św. Fryderyka, kościół św. Marcina w Strépy-Bracquegnies w Belgii

Fryderyk z Utrechtu (ur. ok. 780, zm. 18 lipca między 834 a 838 w Utrechcie) – święty katolicki, biskup utrechcki między 815/816 a 834/838 rokiem, męczennik.

## Życiorys
Fryderyk urodził się około 780 roku we Fryzji w szlacheckiej rodzinie, być może jego matka była potomkinią władcy Fryzów Radboda.
W młodym wieku był nauczany w Utrechcie przez duchowieństwo, w tym biskupa Ricfrieda. Został wyświęcony na kapłana i zajął się działalnością misyjną.
Po śmierci Ricfrieda w 815/816 Fryderyk został biskupem Utrechtu. Zwalczał pogańskie obyczaje oraz herezje. Prowadził korespondencję z Hrabanem Maurem. Przypisuje mu się autorstwo hagiograficznego Vita s. Bonifacii. W 829 roku uczestniczył w synodzie w Moguncji.
Według zapisów kościelnych Fryderyk zmarł 18 lipca 838 roku, ale inne źródła podają daty od 834 do 838 roku. Ustalono, że został zamordowany, ale – przez kogo i dlaczego – jest niejasne. Według legendy został zadźgany przez dwóch mężczyzn w katedrze w Utrechcie po odprawieniu mszy. Napastnicy zdołali uciec, a biskup Fryderyk zmarł po kilku godzinach w efekcie odniesionych ran. Według pisarzy z XI i XII wieku, biskupa Otberta z Liège (Passio Frederici) i Williama z Malmesbury, mordercy zostali nasłani przez cesarzową Judytę, którą Fryderyk miał krytykować za rozwiązły tryb życia. Z kolei późniejsi autorzy, tacy jak kardynał Cezary Baroniusz czy Jean Mabillon, pisali, że wrogo nastawieni do chrześcijaństwa mieszkańcy Walcheren wynajęli morderców w odpowiedzi na nauki głoszone przez Fryderyka na ich terenie. To wyjaśnienie wydaje się bardziej prawdopodobne, gdyż nie ma dowodów na rozwiązłość Judyty ani na to, żeby Fryderyk wysuwał tego typu zarzuty pod jej adresem, natomiast mieszkańcy Walcheren byli dość wrodzy wobec misjonarzy z Utrechtu.
Fryderyk został pochowany kościele Najświętszego Zbawiciela w Utrechcie.
Kolejny biskup Utrechtu Alberyk II był prawdopodobnie bratem Fryderyka.

## Kult
Wkrótce po śmierci Fryderyk został uznany za świętego. Jego wspomnienie liturgiczne obchodzone jest 18 lipca.
W 1362 roku odnowiono grobowiec Fryderyka, wtedy też wyjęto z niego głowę świętego, która została umieszczona w osobnym relikwiarzu.